# Nisís Gromboloúra
Nisís Gromboloúra är en ö i Grekland.   Den ligger i regionen Grekiska fastlandet, i den sydöstra delen av landet, 70 km väster om huvudstaden Aten. Arean är 0,35 kvadratkilometer.
Terrängen på Nisís Gromboloúra är kuperad. Öns högsta punkt är 131 meter över havet. Den sträcker sig 0,6 kilometer i nord-sydlig riktning, och 0,7 kilometer i öst-västlig riktning.